# Detroit Lions 2015
La stagione 2015 dei Detroit Lions è stata la 86ª della franchigia nella National Football League e la seconda con Jim Caldwell come capo-allenatore. Dopo una partenza con un record di 1-7, il 5 novembre la squadra ha licenziato il general manager Martin Mayhew e il presidente Tom Lewand. Nella seconda metà del campionato, la squadra ebbe un record parziale di 6-2, chiudendo al terzo posto della division con un bilancio complessivo di 7-9.

## Scelte nel Draft 2015
| Scelte dei Lions nel Draft 2015 |        |                 |       |                |
| Giro                            | Scelta | Giocatore       | Ruolo | College        |
| 1                               | 28     | Laken Tomlinson | G     | Duke           |
| 2                               | 54     | Ameer Abdullah  | RB    | Nebraska       |
| 3                               | 80     | Alex Carter     | CB    | Stanford       |
| 4                               | 113    | Gabe Wright     | DT    | Auburn         |
| 5                               | 168    | Michael Burton  | FB    | Rutgers        |
| 6                               | 200    | Quandre Diggs   | CB    | Texas          |
| 7                               | 240    | Corey Robinson  | OT    | South Carolina |

## Staff
| Staff dei Detroit Lions nel 2015 |
| --- |
| Organi dirigenziali - Proprietario: Martha Firestone Ford - Presidente: Rod Wood - General manager: Sheldon White (interim) Capo allenatore - Jim Caldwell Altri allenatori - Coordinatore dello sviluppo fisico: Jason Arapoff - Assistente nello sviluppo della forza e della condizione: Ted Rath - Qualità e controllo/Special Team: Evan Rothstein Allenatori dell'attacco - Coordinatore dell'attacco: Jim Bob Cooter - Assistente dell'attacco: Kyle Valero - Quarterback: Todd Downing - Running Back/Run Game Coordinator: Curtis Modkins - Wide Receiver: Tim Lappano - Tight End: Bobby Johnson - Offensive Line: Jeremiah Washburn - Assistente Offensive Line: Terry Heffernan Allenatori della difesa - Coordinatore della difesa: Gunther Cunningham - Assistenti della difesa/Secondary: Marcus Robertson - Defensive Line: Kris Kocurek - Assistente Defensive Line/Pass Rush Specialist: Jim Washburn - Linebacker: Matt Burke - Assistente Linebacker: Bradford Banta Allenatori dello special team - Coordinatore dello Special Team: John Bonamego |

## Roster
| Roster dei Detroit Lions nel 2015 |
| --- |
| Quarterback - 8 Dan Orlovsky - 9 Matthew Stafford Running Back - 35 Joique Bell - 45 Jed Collins FB - 34 Montell Owens FB - 41 Theo Riddick Wide Receiver - 10 Corey Fuller - 81 Calvin Johnson - 13 T.J. Jones - 16 Lance Moore - 15 Golden Tate PR Tight End - 85 Eric Ebron - 87 Brandon Pettigrew - 83 Tim Wright Offensive Linemen - 65 Taylor Boggs G - 77 Cornelius Lucas T - 63 Manny Ramirez G - 71 Riley Reiff T - 70 Corey Robinson T - 64 Travis Swanson C - 72 Laken Tomlinson G - 66 LaAdrian Waddle T - 75 Larry Warford G Defensive Linemen - 94 Ezekiel Ansah DE - 99 Jermelle Cudjo DT - 58 Phillip Hunt DE - 91 Jason Jones DE - 92 Haloti Ngata DT - 97 Caraun Reid DT - 52 Darryl Tapp DE - 98 Devin Taylor DE - 93 Tyrunn Walker DT - 90 Gabe Wright DT Linebacker - 57 Josh Bynes OLB - 95 Brandon Copeland OLB - 54 DeAndre Levy OLB - 50 Travis Lewis LB - 53 Kyle Van Noy OLB - 59 Tahir Whitehead LB - 55 Stephen Tulloch MLB Defensive Back - 42 Isa Abdul-Quddus SS - 26 Don Carey FS - 28 Quandre Diggs CB - 32 James Ihedigbo SS - 24 Nevin Lawson CB - 31 Rashean Mathis CB - 27 Glover Quin FS - 23 Darius Slay CB - 30 Josh Wilson CB Special Team - 6 Sam Martin P - 48 Don Muhlbach LS - 5 Matt Prater K Lista delle riserve - 33 Alex Carter CB (IR-DRF) - 68 Darren Keyton C (IR) - 40 Chris Owens CB (IR) - 56 Kevin Snyder LB (IR) - 82 Jordan Thompson TE (IR) - 96 Corey Wootton DE (IR) Squadra di allenamento - 60 Braxston Cave C - 61 Kerry Hyder DT - 14 Kaelin Clay WR - 36 Stanley Jean-Baptiste CB - 43 Isaiah Johnson S - 78 Jordan Mills T - 86 Casey Pierce TE - 2 Ricky Stanzi QB - 79 Larry Webster III DE - 38 George Winn RB 53 attivi, 0 inattivi, 10 nella squadra di allenamento, 6 free agent |
| Legenda - I rookie sono in corsivo. - Il primo ruolo è il principale mentre gli eventuali successivi indicano i ruoli secondari. - (IR) sta per Injured Reserve ed indica la lista ristretta per un solo giocatore infortunato che può tornare ad allenarsi dopo la settimana 6 e a rientrare in prima squadra dopo che questa ha giocato 8 partite. - (NF-Inj.) / (NF-Ill.) stanno rispettivamente per Non-Football Injured e Non-Football Illness ed indicano le liste dove viene inserito un giocatore che ha un infortunio o una malattia non dipendente dal football americano. - (PUP) sta per Physically Unable to Perform ed indica la lista dove viene inserito un giocatore mentre è in attesa di recuperare la condizione fisica. Nella stagione regolare dopo la sesta partita giocata dalla propria squadra, il giocatore ha tempo tre settimane per riprendere ad allenarsi, più tre settimane aggiuntive dal suo rientro agli allenamenti per rientrare in prima squadra. |

## Calendario

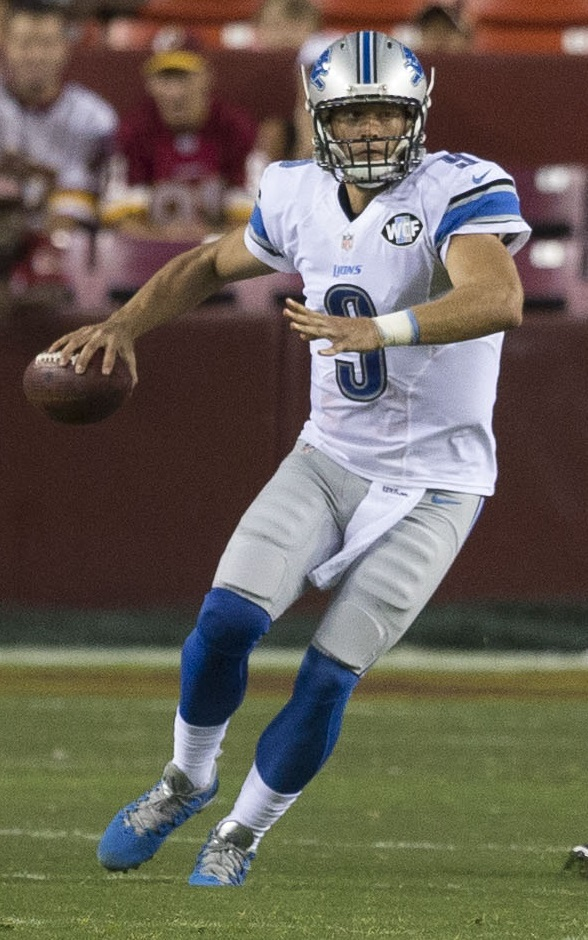
Matthew Stafford in pre-stagione contro i Redskins

| Turno | Data               | Avversario            | Risultato          | Record             | Stadio                  | NFL.com recap      |
| ----- | ------------------ | --------------------- | ------------------ | ------------------ | ----------------------- | ------------------ |
| 1     | 13/9               | at San Diego Chargers | S 28–33            | 0–1                | Qualcomm Stadium        | Recap              |
| 2     | 20/9               | at Minnesota Vikings  | S 16–26            | 0–2                | TCF Bank Stadium        | Recap              |
| 3     | 27/9               | Denver Broncos        | S 12–24            | 0–3                | Ford Field              | Recap              |
| 4     | 5/10               | at Seattle Seahawks   | S 10–13            | 0–4                | CenturyLink Field       | Recap              |
| 5     | 11/10              | Arizona Cardinals     | S 17–42            | 0–5                | Ford Field              | Recap              |
| 6     | 18/10              | Chicago Bears         | V 37–34 (dts)      | 1–5                | Ford Field              | Recap              |
| 7     | 25/10              | Minnesota Vikings     | S 19–28            | 1–6                | Ford Field              | Recap              |
| 8     | 1/11               | at Kansas City Chiefs | S 10–45            | 1–7                | Wembley Stadium         | Recap              |
| 9     | Settimana di pausa | Settimana di pausa    | Settimana di pausa | Settimana di pausa | Settimana di pausa      | Settimana di pausa |
| 10    | 15/11              | at Green Bay Packers  | V 18–16            | 2–7                | Lambeau Field           | Recap              |
| 11    | 22/11              | Oakland Raiders       | V 18–13            | 3–7                | Ford Field              | Recap              |
| 12    | 26/11              | Philadelphia Eagles   | V 45–14            | 4–7                | Ford Field              | Recap              |
| 13    | 3/12               | Green Bay Packers     | S 23–27            | 4–8                | Ford Field              | Recap              |
| 14    | 13/12              | at St. Louis Rams     | S 14–21            | 4–9                | Edward Jones Dome       | Recap              |
| 15    | 21/12              | at New Orleans Saints | V 35–27            | 5–9                | Mercedes-Benz Superdome | Recap              |
| 16    | 27/12              | San Francisco 49ers   | V 32–17            | 6–9                | Ford Field              | Recap              |
| 17    | 3/1                | at Chicago Bears      | V 24–20            | 7–9                | Soldier Field           | Recap              |

Nota
Gli avversari della propria division sono in grassetto.

## Classifiche

### Division
| NFC North             | NFC North | NFC North | NFC North | NFC North | NFC North | NFC North | NFC North | NFC North | NFC North |
|                       | V         | S         | P         | %         | DIV       | CONF      | PF        | PS        | Str.      |
| --------------------- | --------- | --------- | --------- | --------- | --------- | --------- | --------- | --------- | --------- |
| (3) Minnesota Vikings | 11        | 5         | 0         | .688      | 5–1       | 8–4       | 365       | 302       | V3        |
| (5) Green Bay Packers | 10        | 6         | 0         | .625      | 3–3       | 7–5       | 368       | 323       | S2        |
| Detroit Lions         | 7         | 9         | 0         | .438      | 3–3       | 6–6       | 358       | 400       | V3        |
| Chicago Bears         | 6         | 10        | 0         | .375      | 1–5       | 3–9       | 335       | 397       | S1        |